# Под знойным небом
«Под знойным небом» (азерб. Qızmar günəş altında) — советская мелодрама с элементами драмы 1957 года производства Бакинской киностудии, являющиеся экранизацией одноимённой повести Гасана Сеидбейли.

## Сюжет
Фильм-киноповесть рассказывает о молодых врачах, прибывших из города в деревню с целью работы в сложных жарких погодных условиях. Приехавшие в командировку врачи строго выполняли свой врачебный долг и работали на самоотверженном труде.

## Создатели фильма

### В ролях
| Имя актёра           | Роль                   |
| -------------------- | ---------------------- |
| Акпер Фарзалиев      | Айдын                  |
| Афрасияб Мамедов     | Эльдар                 |
| Агасадых Герабейли   | Сардаров               |
| Тохва Азимова        | Нармина                |
| Сурая Гасымова       | Гюлпари                |
| С. Манафова          | Гюльназ                |
| Земфира Бадалова     | Фатима                 |
| Лютфи Мамедбеков     | Халил                  |
| Фаиг Мустафаев       | Джалал                 |
| Мамедрза Шейхзаманов | дядя Амир              |
| Джаббар Алиев        | дядя Мурсал            |
| Исмаил Эфендиев      | Надиров                |
| Агахусейн Джавадов   | Пири оглы              |
| Минавар Калантарли   | Гюлбахар               |
| Ф. Пашазаде          | Сария                  |
| Сона Гаджиева        | деревенская женщина    |
| Мамед Садиков        | деревенский старик     |
| Барат Шекинская      | жена Сардарова         |
| Агададаш Курбанов    | профессор              |
| Али Гурбанов         | дядя Али               |
| Мухлис Джанизаде     | водитель               |
| Садых Гусейнов       | комсомольский работник |
| Марзия Давудова      | сельчанка              |
| Гаджимамед Кафказлы  | сельчанин              |
| Малейка Агазаде      | сестра Тибба           |

#### Роли дублировали (в титрах не указаны)
- Исмаил Эфендиев — Айдын (Акбар Ферзалиев)
- Окума Гурбанова — Нармина (Тохва Азимова)
- Алескер Алекперов — Надиров (Исмаил Эфендиев)

### Административная группа
автор сценария : Гасан Сеидбейли
режиссёр-постановщик : Латиф Сафаров
оператор-постановщик : Ариф Нариманбеков
художник-постановщик : Джабраиль Азимов
режиссёр : Рашид Атамалибеков
композитор : Тофик Кулиев
звукооператор : Азиз Шейхов
автор текста песни : Анвар Алибейли
консультанты : Ш. Гасанов (профессор), А. Хашимова и Д. Бабаев (врачи)
директор фильма : Башир Гулиев
оркестр : Азербайджанский государственный симфонический оркестр имени Узеира Гаджибекова
дирижёр : Тофик Кулиев
ассистент режиссёра : Рамиз Алиев
ассистент оператора : Тофик Султанов
в фильме поют : Мирза Бабаев, Шовкет Алекперова